# 清水誠 (哲学者)
清水 誠（しみず まこと、1933年 - 2009年）は、日本のフランス哲学の研究者、武蔵大学名誉教授。

## 略歴
岡山県生まれ。1958年東京大学教養学部教養学科卒業。追手門学院大学助教授、武蔵大学助教授、教授、1999年定年退任、名誉教授。

## 著書
- 『近代<知>とメルロ=ポンティ』（世界書院） 1988
- 『ベルクソンの霊魂論』（創文社） 1999
- 『モンテーニュの哲学研究』（知泉書館） 2011

## 翻訳
- 『生きられる時間 現象学的・精神病理学的研究』1 - 2 （ミンコフスキー、中江育生共訳、みすず書房） 1972 - 1973
- 『解釈の革新』（ポール・リクール、久米博, 久重忠夫共編訳、白水社） 1978
- 『自由主義を超えて 先進諸国の解放のために』（ユージェン・ジュゲ、宮坂裕夫共訳、岩波書店） 1994
- 『自由世界の解放の神学序説』（ユージェン・ジュゲ、伊藤泰雄共訳、新世社） 2001

## 参考
- 清水誠教授略歴 (清水誠教授記念号) 武蔵大学人文学会雑誌 1999